# 保羅·赫爾曼·穆勒
保羅·赫爾曼·穆勒（德語：Paul Hermann Müller，1899年1月12日出生於瑞士索洛圖恩州奧尔坦，1965年12月12日逝世於巴塞尔）是一位瑞士化學家。1939年秋，他發現了的殺蟲功效，因此在1948年得到诺贝尔生理学或医学奖。這是首次由非生理學家奪此殊榮。
穆勒的父亲是瑞士联邦铁路的一名管理商业事务的职工。他小的时候他们住在阿爾高州兰兹堡，后来他们迁往巴塞尔。穆勒在这里上小学和中学。由于他的成绩很糟糕，因此他一开始未能上大学，而是当了两年化学试验员，在这段时间裡他在龙沙公司工作过。1918年至1919年他再次进入中学并通过了上大学的考试。从1919年开始他在巴塞尔大学读书，主要专业是化学，副专业是物理和植物学。1925年他以优异成绩获得博士学位。他的博士论文的标题为《as.m-二甲苯代胺及其单和双甲基衍生物的化学和电子化学氧化》。
从1925年5月25日开始穆勒开始在巴塞尔的嘉基公司任研究化学家。一开始他的研究内容是植物和人造染料，后来他转向人造鞣剂。1935年嘉基才开始研究纺织品保护剂和农药。穆勒研制出了一中不含汞的种子防霉剂。1939年秋天他认识到的杀虫功效。
1948年穆勒因“发现了作为接触毒剂针对节肢动物的强烈作用”而获得了诺贝尔生理学或医学奖。
到他1961年退休为止穆勒始终在嘉基公司工作，从1946年开始他是该公司的副总裁。
穆勒於1927年结婚，他有两个儿子和一个女儿。